# Mary Lou (Film)
Mary Lou ist ein deutsches Stummfilmmelodram aus dem Jahre 1928 von Friedrich Zelnik mit Lya Mara in der Titelrolle.

## Handlung
Einst musste Mary Lou, die Tochter des russischen Großfürsten Peter, vor den Bolschewiki in Russland, die 1917 die Oktoberrevolution ausgerufen hatten, fliehen. Bei der Flucht half ihr damals der alte Kapitän Lund, bei dem sie anschließend lebte. Doch diese kleine Oase der Sicherheit in einem Häuschen am Rande eines Waldes wurde eines Tages von zwei Strolchen heimgesucht, die ihr und dem alten Seebär, bei dem sie wahre Schätze vermuteten, nichts Gutes wollten. Einer der Schurken schoss Lund nieder, ehe sich Mary Lou auf ihren Schimmel schwingen und bei Nacht und Nebel dieser hochgefährlichen Situation entkommen konnte. Sie landete bei einem kleinen Wanderzirkus des Direktors Belloni.
Fortan lebte und arbeitete sie mit dieser Zirkustruppe und versuchte ihr Glück als Artistin. Mit ihrem Landsmann Felix Rimsky, einst ein Gardeoffizier des Zaren und nunmehr ein talentierter Kunstreiter, baute sie gemeinsam eine Tscherkessen-Tanznummer auf. Durch die gemeinsame Arbeit lernten sich die beiden jungen Leute auch lieben. Eines Tages fuhr ein luxuriöses Auto in demjenigen Ort vor, wo der Zirkus gerade gastierte. Ihm entstieg ein vornehmer Herr, der auf der Suche nach Mary Lou war. Der Mann hatte in der Zeitung von der Ermordung von Mary Lous Pflegevater Kapitän Lund gelesen. Der Fremde entpuppte sich als der Onkel des Mädchens, Großfürst Dimitri, dem gleichfalls die Flucht in den Westen gelungen war. Der Hochadelige fühlte sich der Familienehre verpflichtet, die junge Frau aus diesem Milieu der fahrenden Leute herauszuholen und sie unter seine Fittiche zu nehmen. Mit großem Missvergnügen nahm der Großfürst Mary Lous die nach seiner Ansicht nicht eben standesgemäße Beziehung mit Felix zur Kenntnis. Mit einer fein gesponnenen Intrige konnte er die zwei Liebenden tatsächlich auseinander bringen, indem er Felix überzeugte, dass es nur zu Mary Lous Bestem sei, sie freizugeben. Und so schrieb Felix ihr einen Abschiedsbrief, in dem er wahrheitswidrig behauptete, bereits verheiratet zu sein.
Einige Zeit ist seitdem vergangen, und Mary Lou residiert im großfürstlichen Schloss irgendwo im Süden. Doch die junge Frau hat ihren Galan von einst nicht vergessen. Die ihr zuliebe veranstalteten rauschenden Feste und die Mary Lou umgebenden zahlreichen Bewunderer können daran nichts ändern. Eines Tages macht der Belloni-Wanderzirkus in der Gegend Station. Mary Lou kann in Erfahrung bringen, warum Felix damals sich angeblich von ihr abgewandt und damit, so meint sie, beider Beziehung zerstört hat. Die Missverständnisse können mithilfe von Rigoletto, dem treuen Diener Rimskys, geklärt werden, und Mary Lou läuft zu ihrer alten Liebe zurück. Als Felix Mary Lou wieder in seine Arme schließen kann, ist ihr klar, dass der Zirkus zukünftig ihre Welt und ihr zuhause sein werden.

## Produktionsnotizen
Mary Lou entstand im Frühsommer 1928, passierte die Filmzensur am 20. August desselben Jahres und wurde am 24. September 1928 im Berliner Capitol-Kino uraufgeführt. Der Achtakter besaß eine Länge von 2775 Meter. In Österreich lief der Streifen unter dem Titel Die Herzogin von Odessa.
Ernst Garden übernahm die Aufnahmeleitung. Die Filmbauten gestaltete Andrej Andrejew.

## Kritiken
Im Kino-Journal hieß es: „Ein neuer Lya Mara-Film mit allen jenen Vorzügen, die diesen Filmen zu ganz großer Zugkraft verholfen haben.“
Die Österreichische Film-Zeitung schrieb: „Ein hübscher Film, dem Lya Mara ihre bezaubernde Grazie und Anmut leiht.“